# 14968 Kubáček
(14968) Kubáček, denumire internațională (14968) Kubacek, este un asteroid din centura principală de asteroizi.

## Descriere
14968 Kubáček este un asteroid din centura principală de asteroizi. A fost descoperit pe 23 august 1997 la Modra de Adrián Galád și Alexander Pravda. Asteroidul prezintă o orbită caracterizată de o semiaxă mare de 2,57 ua, o excentricitate de 0,10 și o înclinație de 5,4° în raport cu ecliptica.